# Metapeachia
Metapeachia is een geslacht van zeeanemonen uit de klasse van de Anthozoa (bloemdieren).

## Soort
- Metapeachia tropica (Panikkar, 1938)